# 戈登·唐尼
戈登·唐尼（英語：Gordon Downie，1955年3月3日—），英国前男子游泳运动员。他曾代表英国参加1976年夏季奥林匹克运动会游泳比赛，获得男子4×200米自由泳接力铜牌。